# Grundsetmoen Station
Grundsetmoen Station (Grundsetmoen stasjon eller Grundsetmoen holdeplass) var en jernbanestation på Rørosbanen, der lå i Elverum kommune i Norge. Resterne af den eksisterer dog stadig i form af en kort perron af træ. Der er adgang til den ad vejen til Strandfossen kraftverk, der ligger lige øst for banen. Vejen krydser banen i form af en niveauoverskæring med halvbomme ved den sydlige ende af stationen.
Stationen blev oprettet som trinbræt 18. oktober 1954. Den blev nedlagt 5. november 1967. I praksis blev den dog fortsat betjent af skoletog indtil 1997.